# Jacobaea aquatica
Jacobaea aquatica (жовтозілля водяне як Senecio aquaticus — вид рослин з родини айстрових (Asteraceae), поширений у Європі крім східної частини (у тому числі України) й деякої частини Балканського півострова.

## Опис
Дворічна рослина (іноді однорічна) трав'яниста 20–60(120) см заввишки. Стебло пряме, кругле або слабо рифлене. Листки оголені; нижні довго-черешкові, майже цілісні, овальні, грубо зубчасті, зелені під час цвітіння; середні листки — двоперисті; верхні листки ліроподібні. Квіткові голови 20–30 мм в діаметрі; квіти жовті. Плід — сім'янка.

## Поширення
Поширений у Європі крім східної частини (у т. ч. України) й деякої частини Балканського п-ва.
Росте на вологих луках і пасовищах, в прибережних чагарниках і на краях прибережних заростей. Потребує вологих, поживних, не вапняних, нейтральних, піщаних і суглинних, мулистих ґрунтів. Цвіте з червня по жовтень.

## Галерея

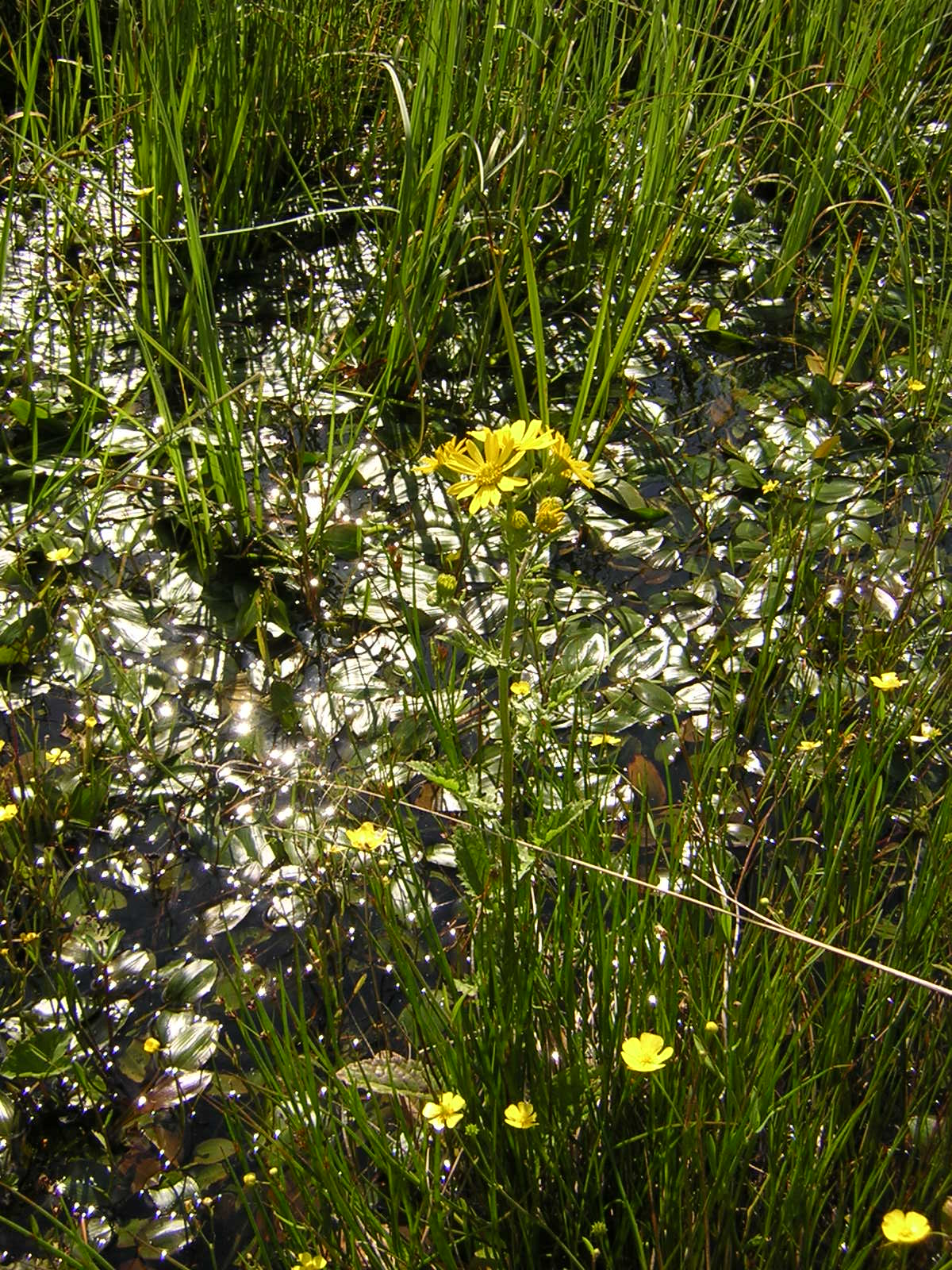
рослина у середовищі проживання
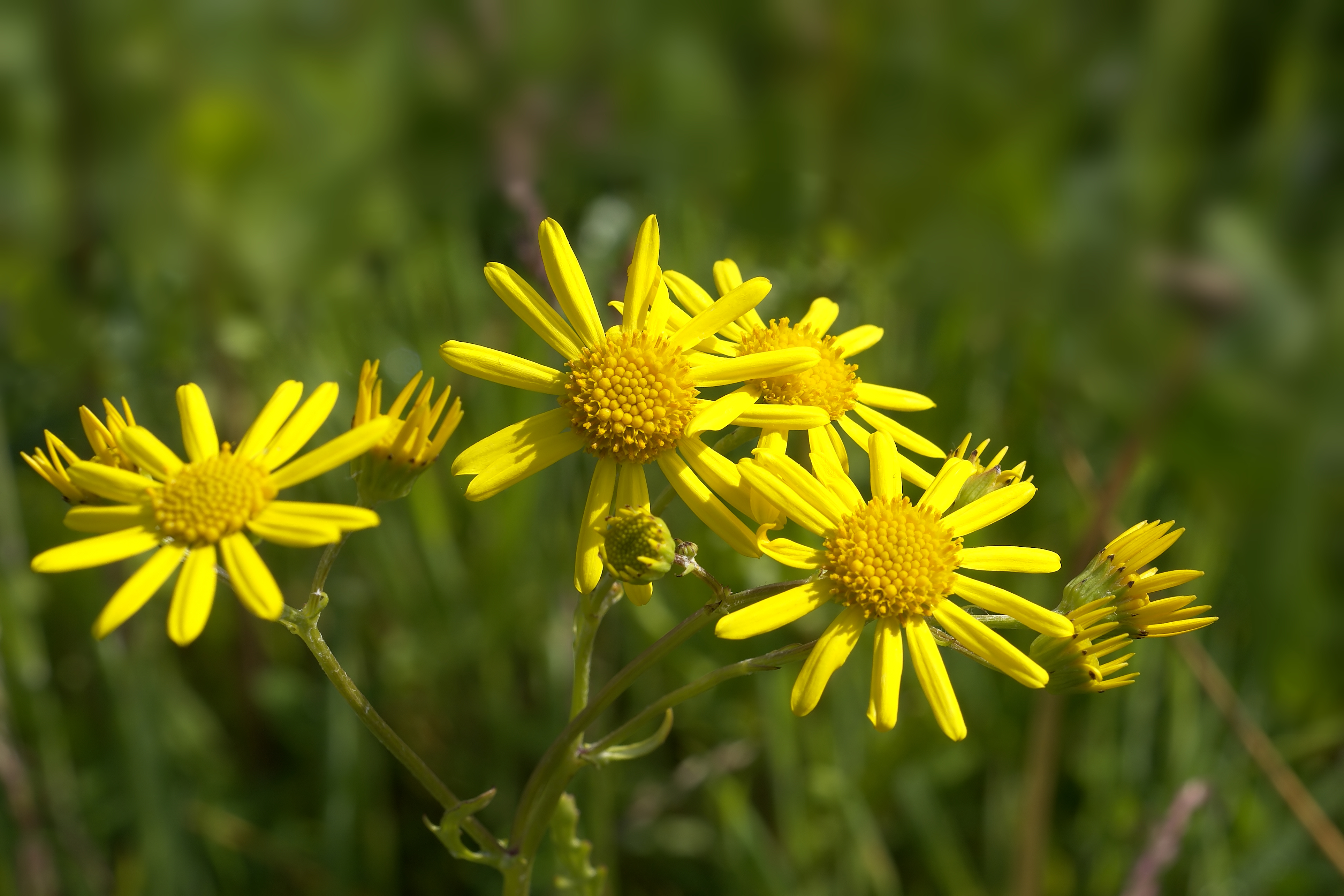
суцвіття
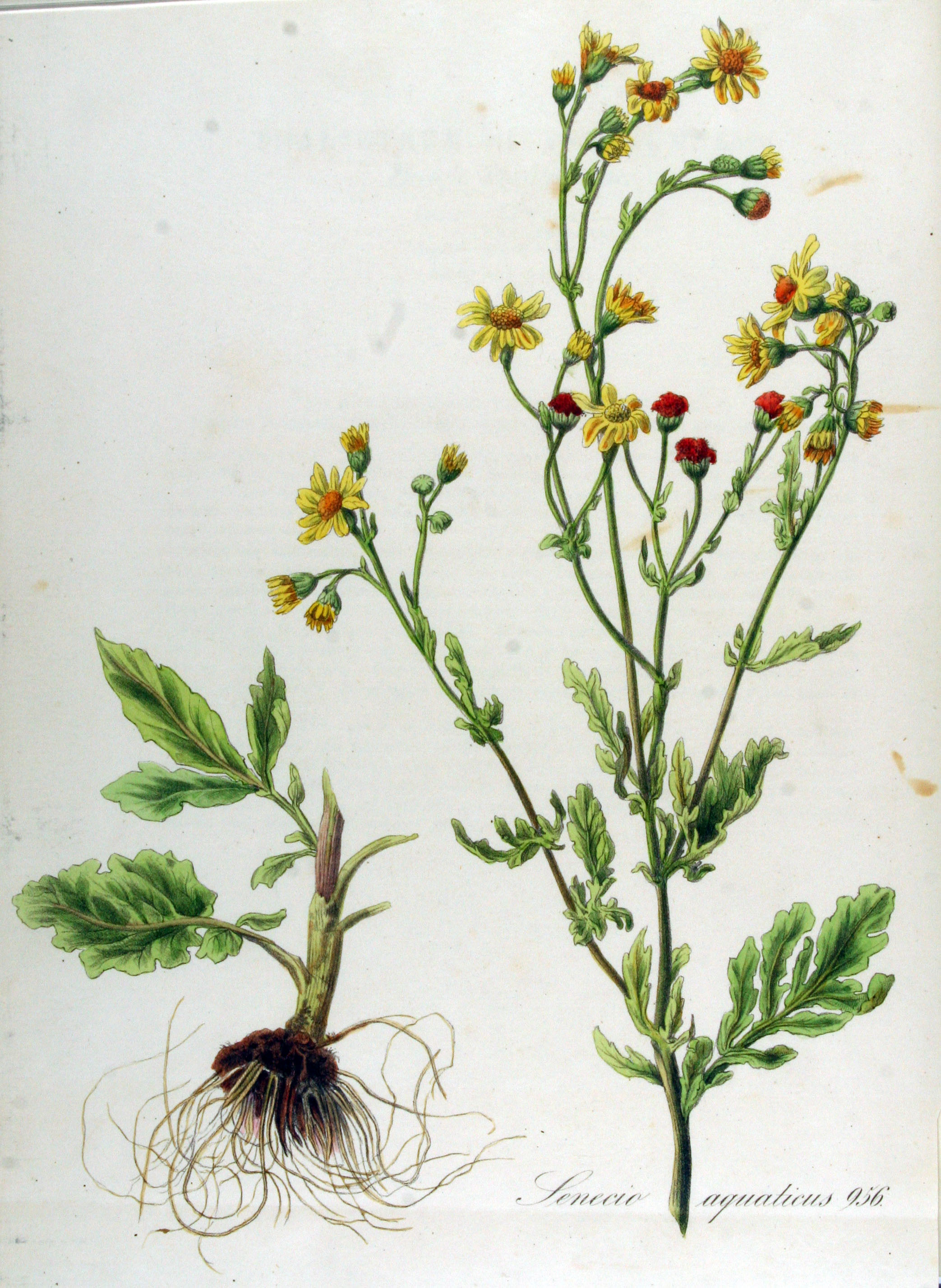
ілюстрація